# Derek Dougan
Pour les articles homonymes, voir Dougan.
Derek Dougan, né le 20 janvier 1938 à Belfast (Irlande du Nord), mort le 24 juin 2007 à Wolverhampton (Angleterre), était un footballeur nord-irlandais, qui évoluait au poste d'attaquant au Wolverhampton Wanderers et en équipe d'Irlande du Nord.
Dougan a marqué onze buts lors de ses quarante-trois sélections avec l'équipe d'Irlande du Nord entre 1958 et 1973.

## Biographie
Alexander Derek Dougan nait à Belfast le 20 janvier 1938. Il est le fils de Jackie et Josie Dougan. Son père est un docker. Son grand-père, Sandy Dougan, a joué pour Linfied comme arrière et deux de ses grands-oncles étaient aussi footballeurs. Enfant Dougan joue des heures entières au football dans la rue. Sa famille est très pauvre et plus tard Dougan en rigolera « Dans la rue où j'habitais, si vous payiez votre loyer trois semaines de suite, la police venait voir où vous aviez trouvé l'argent ». Adolescent, il passe dix-huit mois à travailler dans une usine fabriquant des jouets. Il joue alors au football en amateur pour le Cregagh Boys FC. Dougan s'entraine aussi avec le Linfield FC mais ne parvient jamais à intégrer une de ses équipes juniors. Il prend donc une licence au Distillery Football Club en 1953.

### Distillery FC
Très vite il se fait connaitre au sein du club. Le manager de l'équipe première, Jimmy McIntosh, lui donne la possibilité d'intégrer les seniors. Il le lance le 5 février 1955 à l'occasion du premier tour de la Irish Cup contre Glentoran FC. Maurice Tadman qui succède à McIntosh lors de l'été 1955, décide de le faire jouer avant-centre car la taille de Dougan lui permet de gagner les duels avec son jeu de tête dans la surface de réparation adverse.
Alors qu'il joue avec Distillery, Dougan travaille aussi pour Harland and Wolff, le constructeur naval de Belfast.
Bien que le salaire maximum en Angleterre décourage de nombreux joueurs de haut niveau de Belfast de quitter leur ville natale, Dougan est déterminé à partir pour la ligue anglaise de football à la première occasion, surtout après le décès de sa mère en juin 1955. Il avait commencé à attirer les recruteurs anglais après avoir aidé Distillery à battre Glentoran 1-0 lors de la deuxième reprise de la finale de la Coupe d'Irlande 1956 à Windsor Park. Il joue alors principalement au poste de défenseur central lors de la saison 1956-57 au cours de laquelle Distillery, sixième de l'Irish League, est finaliste l'Ulster Cup, de la City Cup et du County Antrim Shield.

### Vers l'Angleterre
Derek Dougan fait des essais dans deux clubs anglais, Preston North End et Bury FC. Mais c'est au Portsmouth Football Club qu'il signe un contrat accompagné d'un transfert de £4000 en août 1957. Le club lutte pendant toute la saison 1957-1958 dans le bas du classement de la première division et termine à une 20e place qui lui évite de justesse la relégation. Certains de ses coéquipiers le critiquent car, malgré ses vingt ans, il prend la parole dans le vestiaire pour donner son avis. Ses coéquipiers prennent ces prises de parole pour des critiques. Il fait ses débuts professionnels anglais lors d'une victoire 3-0 sur Manchester United à Old Trafford. Ce jour-là, il fait une passe décisive à Jackie Henderson. Il marque son premier but à l'occasion d'un match nul 1-1 contre Wolverhampton Wanderers. Le nouveau manager Freddie Fox qui succède à Eddie Lever à Fratton Park en 1958 ne peut éviter la relégation au terme de la saison 1958-1959. Dougan manque une grande partie de la saison à cause d'une blessure à une cheville.
Dougan est vendu au Blackburn Rovers Football Club en mars 1959 pour une somme de £15000. Il marque dès saon premier match sous ses nouvelles couleurs lors d'une rencontre contre Arsenal.

### Blackburn et Aston Villa
Il commence la saison 1959-1960 en fanfare en marque lors du premier match deux buts contre Fulham. Les Rovers entament une série de cinq victoires et un nul lors des six premières journées du championnat. Dougan marque un total de onze buts au cours de cette série et notamment un quadruplé lors de la victoire 6-2 sur west Ham United. Le club se hisse à la deuxième place de la compétition. Le reste de la saison des Rovers est une déception puisqu'il termine à la 17e place. Par contre Blackburn atteint la finale de la FA Cup 1960. Dougan inscrit le but de la victoire en demi-finale contre Sheffield Wednesday. Les blackburn Rovers perdent la finale 3-0 contre les Wolverhampton Wanderers.
Dougan n'est toutefois pas à l'aise à Ewood Park. Il écrit dans son autobiographie « la tristesse du club correspondait à celle de la ville. Je n'arrivais pas à me débarrasser de la dépression qui me faisait me réveiller chaque jour en regrettant de devoir me rendre au terrain. La vie était grise et monotone ». Il, demande à être placé sur la liste des transferts quelques jours avant la finale contre Wolverhampton. À l'occasion du premier match de la saison 1960-1961 il inscrit un triplé contre Manchester United. A la fin de la saison, Blackburn accepte de le transférer.
Derek Dougan est recruté par Aston Villa en juillet 1961 pour la somme de £15000. Il est pris par le manager Joe Mercer en remplacement de Gerry Hitchens qui vient d'être vendu pour £85000 à l'Inter Milan. Son coéquipier Peter McParland dira plus tard au sujet de son arrivée « lorsque Derek est arrivé à Aston Villa, je pense que c'était à un moment où il ne prenait pas le jeu très au sérieux ». Après avoir assisté à la victoire de ses coéquipiers lors de la finale de la Coupe de la Ligue 1961 à Villa Park le 5 septembre 1961, Dougan est victime d'un accident de voiture dans lequel son compagnon Malcolm Williams est tué et où lui s'en tire avec un bras cassé et des blessures à la tête ; le conducteur et coéquipier Bobby Thomson est alors accusé mais déclaré "non coupable" de conduite dangereuse. En novembre 2010, soit trois ans après la mort de Dougan, Thompson est revenu sur l'accident en déclarant que Dougan, ivre, lui avait mis un chapeau devant les yeux, entrainant l'accident. Dougan met trois mois pour se remettre de ses blessures et termine la saison avec 12 buts en 27 matchs.

### Peterborough et Leicester
Derek Dougan accepte de signer pour Peterborough United qui évolue alors en troisième division anglaise. Il y est transféré pour £21000 lors de l'été 1963. Il considèrera plus tard ce transfert comme une erreur « J'avais fait une erreur en allant en troisième division alors que j'étais un joueur de première division ».
Ce transfert eu tout de même un avantage. Le physiothérapeute du club parvient à diagnostiquer et finalement à corriger une blessure à la cheville qui gênait Dougan depuis cinq saisons. Il marque 20 buts en 38 matchs de championnat lors de la saison 1963-64.
Dougan revient en première division anglais en mai 1965 lorsque Leicester City le recrute pour £26000. Il a une relation conflictuelle avec le manager Matt Gillies même si celui-ci le titularise à la pointe de l'attaque à Filbert Street. Lors de la première saison il marque 19 buts en 37 matchs et aide ainsi l'équipe à se hisser à la septième place du championnat. Il marque 21 buts en 35 rencontres la saison suivante, mais son « esprit libre » frustre Gillis qui l'écarte de l'équipe malgré sa bonne forme.

### Wolverhampton Wanderers
En mars 1967, Derek Dougan rejoint la deuxième division après avoir été recruté par le manager des Wolverhampton Wanderers Ronnie Allen pour une somme de £50000. Il réussit une nouvelle fois ses débuts en marquant trois buts lors de son premier match avec les Wolves. Il marque 9 buts en 11 rencontre avant la fin de la saison et participe ainsi à la promotion du club en première division. Il passe une partie de l'été aux États-Unis avec les Los Angeles Wolves. Il y marque 3 buts en 9 matchs. Nommé capitaine, il marque un but lors de la finale victorieuse sur les Washington Whips au Los Angeles Memorial Coliseum.
En septembre 1967 son partenaire d'attaque Ernie Hunt est vendu à Everton ce qui réduit l'efficacité de l'attaque des Wolves. Dougan termine la saison 1967-1968 en étant le meilleur buteur de son équipe avec 17 buts en 40 matchs. Les Wolves se maintiennent en première division grâce à leur 17e place. En novembre 1968, un nouvel entraîneur arrive au club en remplacement d'Allen, Bill McGarry. Malgré de mauvaises relation avec lui, Dougan garde sa forme et marque 14 buts en 44 rencontres cette saison-là. De nouveau il passe l'été aux États-Unis, cette fois-ci pour les Kansas City Spurs.

## Carrière internationale
Derek Dougan est international nord-irlandais. Il est sélectionné dans toutes les catégories de l'équipe nationale, scolaires, moins de 17 ans, amateurs, B et enfin les A, comme arrière central chez les jeunes puis comme avant centre.
C'est Peter Doherty qui le sélectionne pour la première fois avec l'équipe senior. Il l'emmène en Suède pour participer à la Coupe du monde de football 1958. Doherty le titularise pour le premier match de la compétition contre la Tchécoslovaquie. Il n'a alors que 19 ans. Il compte déjà neuf sélections lorsqu'il rejoint Peterborough en 1962, mais ce passage en troisième division anglaise l'éloigne de fait de l'équipe nationale. Son ancien coéquipier en équipe nationale Bertie Peacock le rappelle en sélection après son transfert vers Leicester. Il ne rate alors que 3 des 37 matchs internationaux suivants. Il est nommé capitaine de l'équipe nationale lorsque Terry Neill succède à Billy Bingham en 1971. Dougan fait sa dernière apparition sous le maillot de l'équipe d'irlande du Nord à l'occasion d'un match de qualification à la Coupe du monde 1974 contre Chypre le 14 février 1973. Il compte alors un total de 43 sélections au cours d'une carrière internationale de quinze ans. Malgré la présence de George Best à ses côtés à la pointe de l'attaque nord-irlandaise, il n'a jamais réussi à se qualifier de nouveau pour une compétition majeure.
Derek Dougan c'est mué en un défenseur d'une équipe d'Irlande réunifiée. Il fait ainsi partie des six internationaux nord-irlandais qui figurent sur la feuille de match de la rencontre amicale entre le Shamrock Rovers XI et le Brésil en juillet 1973. Cette équipe des "Shamrock Rovers XI" est alors un pseudonyme pour une équipe d'Irlande Unie composée d'internationaux irlandais et nord-irlandais. Il marque un des buts des Rovers lors de cette défaite 4-3 contre le Brésil entraînée par Mario Zagallo et où figure des joueurs comme Jairzinho et Valdomiro.
les deux fédérations, celle basée à Belfast comme celle basée à Dublin se sont fermement opposées à cette rencontre, refusant strictement que l'équipe fasse référence à l'Irlande. Cela explique le nom de Shamrock Rovers XI.
Dougan qui a participé activement à l'organisation de la rencontre a toujours considéré que sa participation explique le fait qu'il n'a jamais plus été sélectionné en équipe d'irlande du Nord

## Palmarès
Distillery FC
- Vainqueur de la Coupe d'Irlande du Nord de football en 1956.

 Blackburn Rovers
- Finaliste de la Coupe d'Angleterre de football en 1960.

 Wolverhampton Wanderers
- Vainqueur de la Coupe de la Ligue anglaise de football en 1974.
- Vainqueur de la Texaco Cup en 1972.
- Finaliste de la Coupe UEFA en 1972.
- Vice-Champion du Championnat d'Angleterre de football D2 en 1967.

 Wolves de Los Angeles
- Vainqueur du Championnat de la United Soccer Association en 1967.

Spurs de Kansas City
- Vainqueur de la  North American Soccer League en 1969.